# Große Fettspinne
Die Große Fettspinne (Steatoda grossa) ist eine Spinnenart aus der Familie der Kugelspinnen (Theridiidae). Sie ist einer der größten Vertreter der Familie in Mitteleuropa. Die Art stammt ursprünglich vermutlich aus den Tropen und hat sich ähnlich wie die Gewächshausspinne als synanthrope Art mittlerweile weltweit etabliert. Die Große Fettspinne ist in Mitteleuropa sehr selten und bisher nur in Häusern nachgewiesen worden.

## Beschreibung

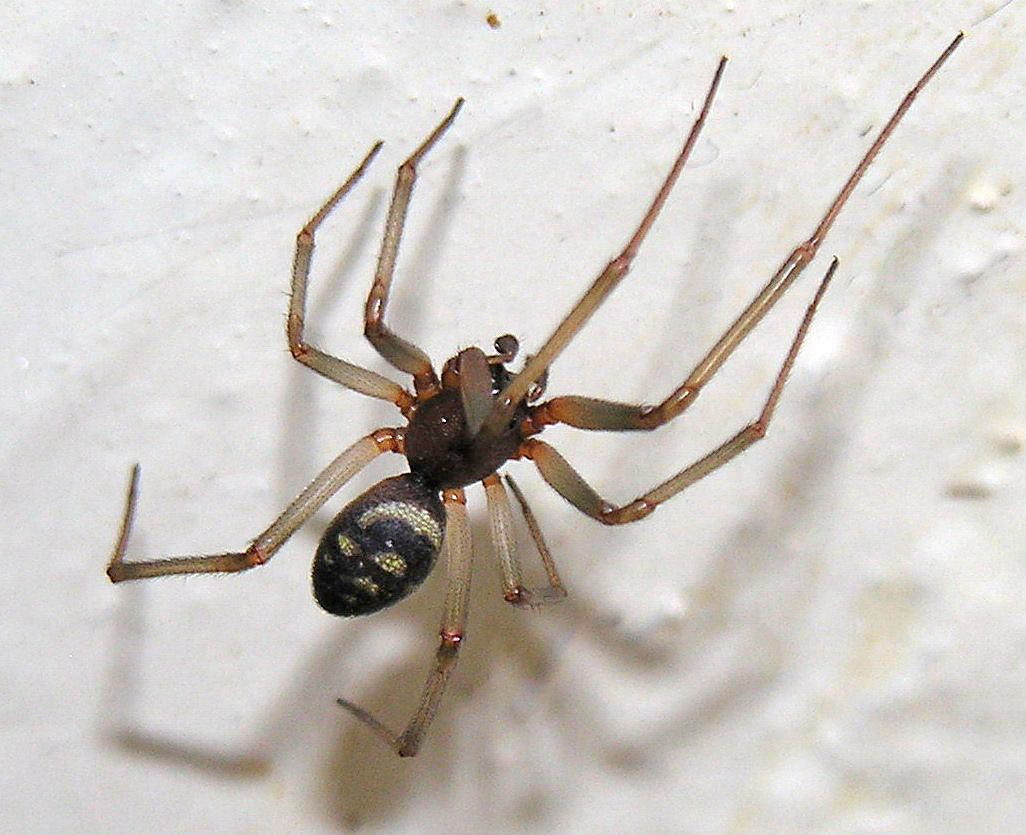
Männchen

Männchen erreichen eine Körperlänge von fünf bis sieben Millimeter, Weibchen sieben bis zehn Millimeter. Die Färbung ist sehr variabel. Das Prosoma (Vorderkörper) ist meist einfarbig hellbraun. Die Grundfarbe des Opisthosomas (Hinterleib) ist meist dunkelbraun bis schwarz und zeigt eine weiße Fleckenzeichnung. Diese besteht meist aus einem bogenförmigen Fleck am vorderen Rand des Opisthosomas und einer anschließenden Reihe von vier halbmondförmigen Flecken, die nach hinten kleiner werden. Die ersten beiden Flecken werden zusätzlich rechts und links durch kleinere Flecken ergänzt. Seltener sind fast einfarbig schwarze oder sehr helle Tiere. Die Beine sind immer einfarbig ohne Ringelung.

## Verbreitung und Lebensraum
Die ursprüngliche Heimat der Art ist unklar, vermutlich stammt sie aus den Tropen. Heute ist sie als synanthrope Art weltweit verbreitet. Die Große Fettspinne wurde in Mitteleuropa bisher nur in Hauskellern gefunden, vor allem in Großstädten. Auch hier wird sie jedoch nur sehr selten nachgewiesen. In Südeuropa ist die Art häufiger und kommt dort auch im Freien und in Höhlen vor.

## Lebensweise

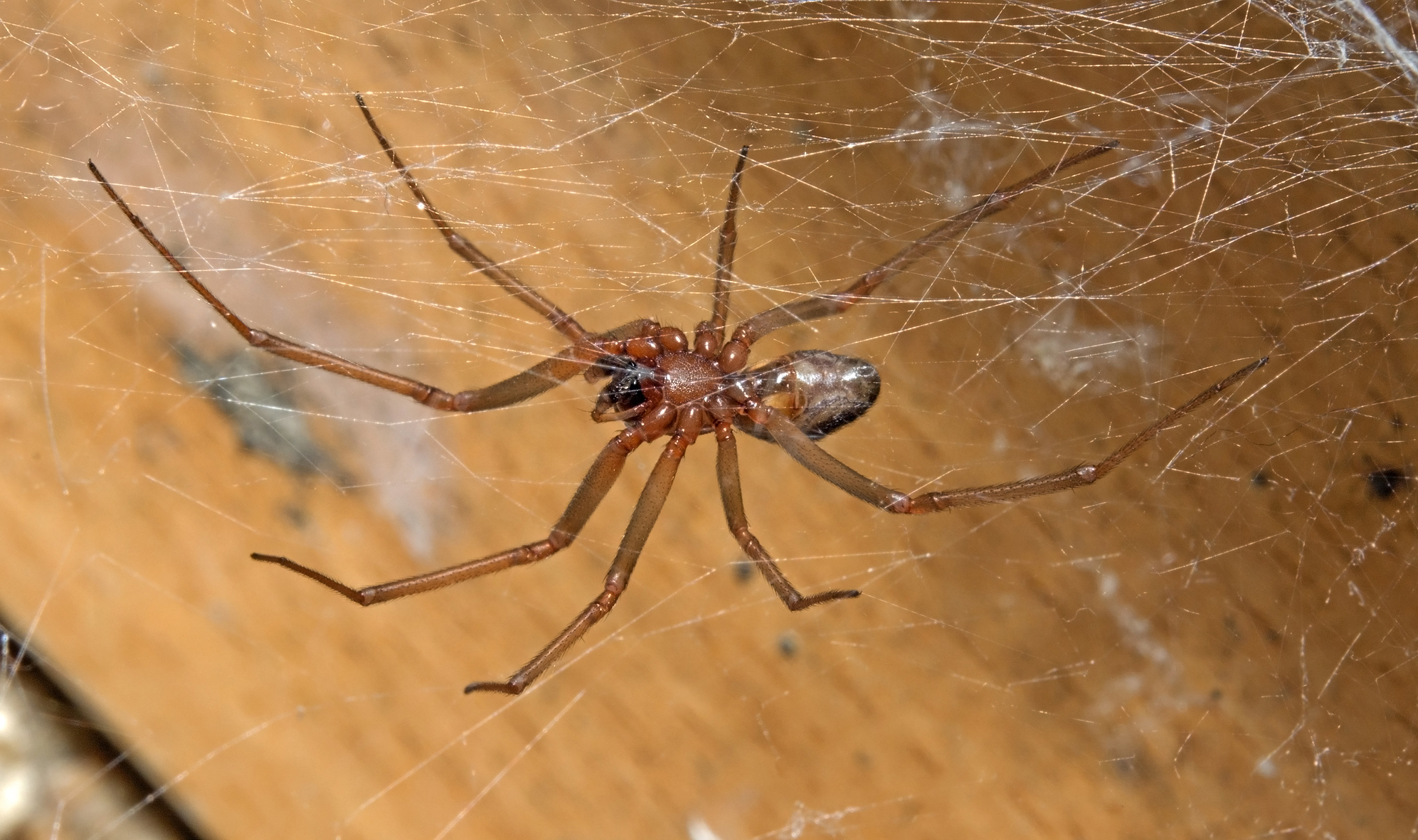
Weibchen in seinem Fangnetz

Wie die meisten Vertreter der Familie baut auch die Große Fettspinne ein grobmaschiges Netz aus mehr oder weniger regellos angeordneten Fangfäden. Zumindest in den USA ist die Art dafür bekannt, Spinnen zu erbeuten, auch große Kugelspinnen der Gattung Latrodectus. Weibchen produzieren drei oder mehr Eikokons. Männchen können bis zu 1,5 Jahre alt werden; sterben jedoch meist kurz nach der Kopulation. Weibchen können ein Alter von bis zu 6 Jahren erreichen.

## Gefährdung
Die Art ist weit verbreitet. Sie wird in Deutschland in der Roten Liste als „ungefährdet“ eingestuft.

## Galerie

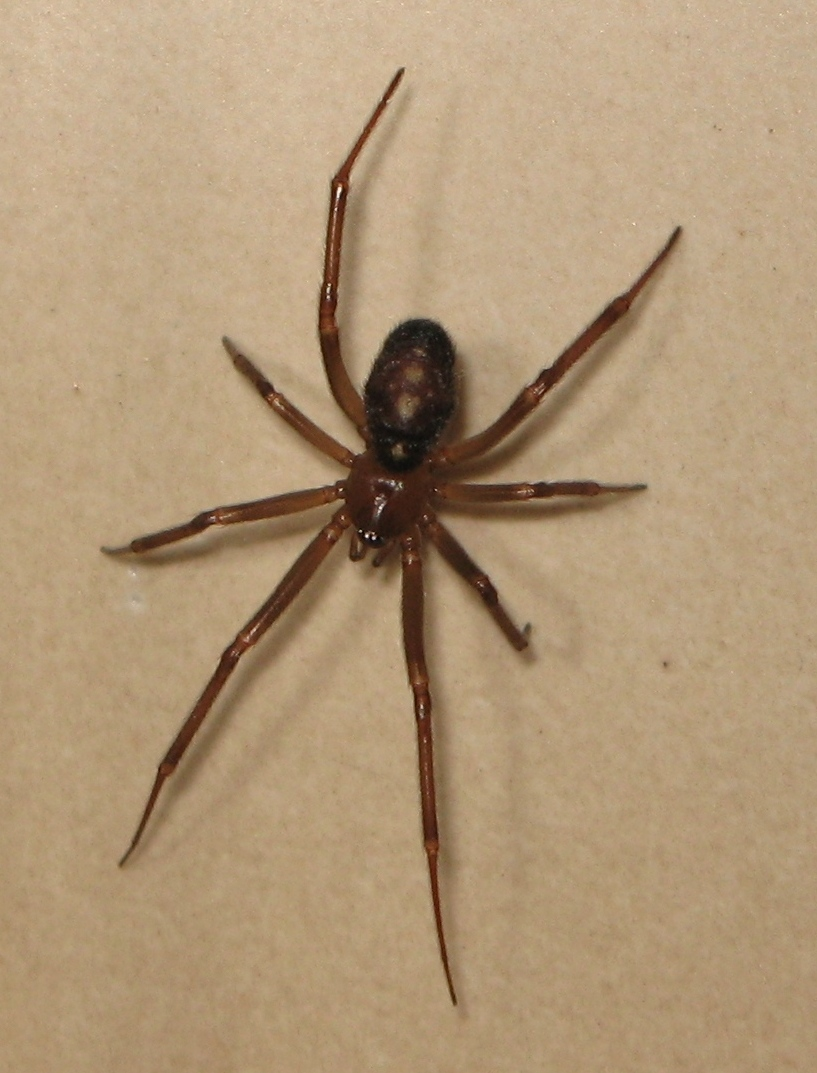
Dorsalansicht eines Weibchens
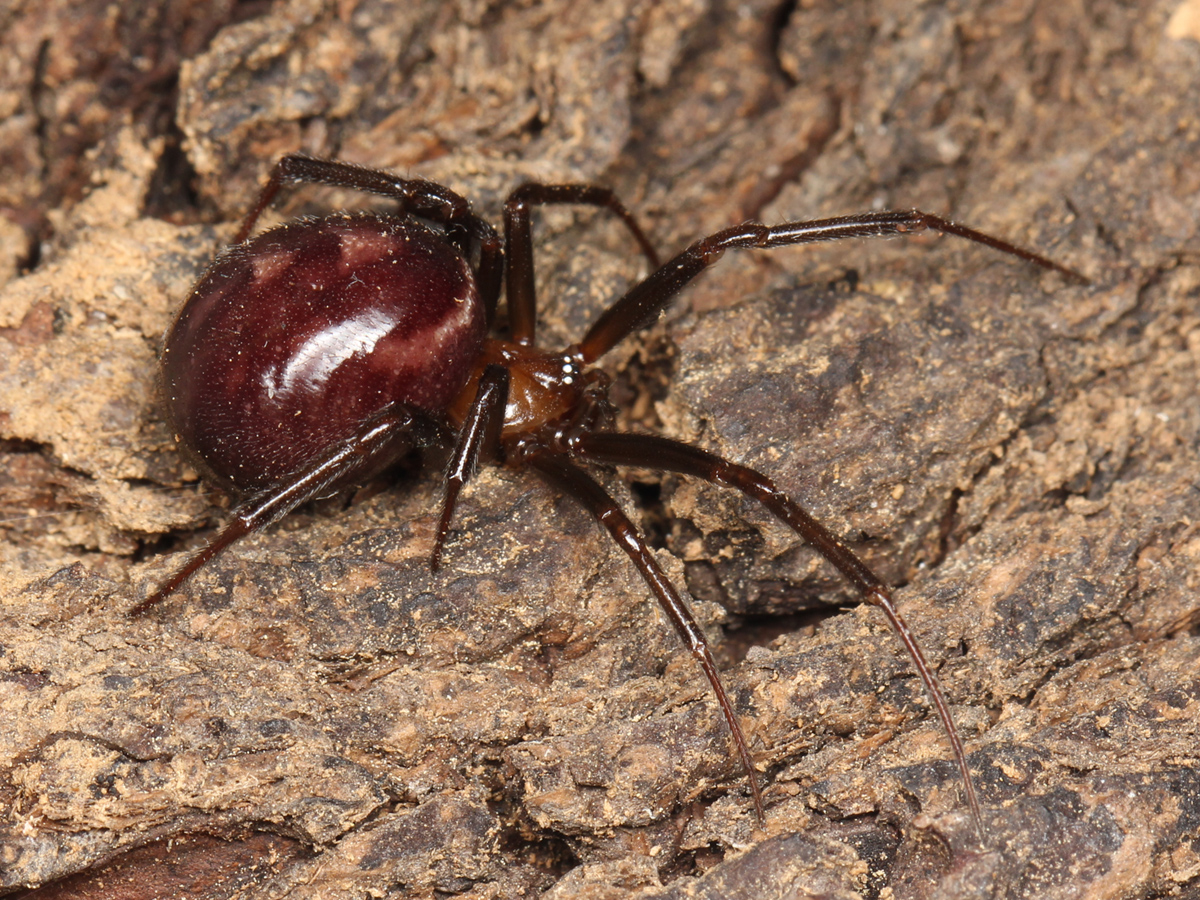
Lateralsicht eines Weibchens
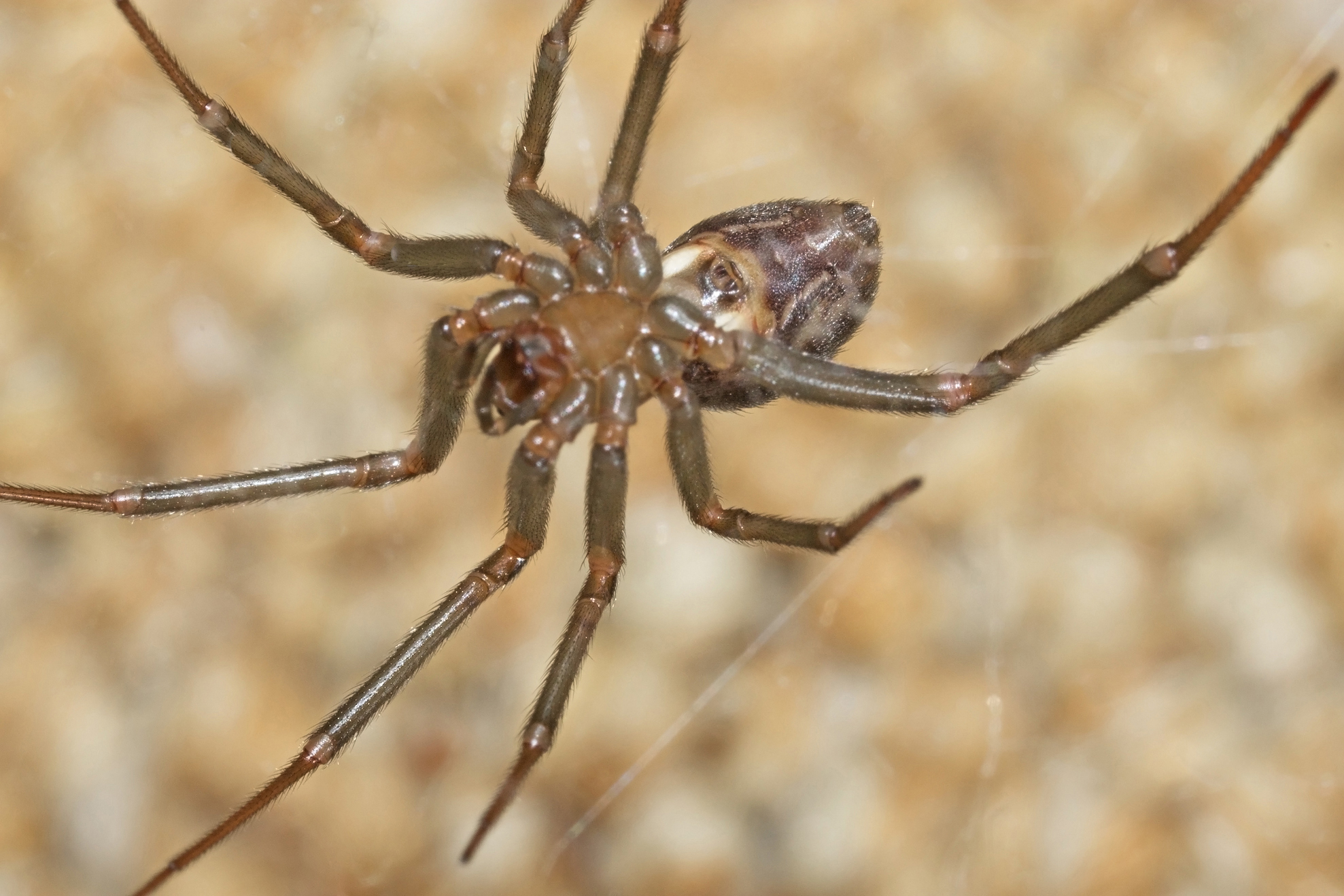
Nähere Ventralansicht eines Weibchens
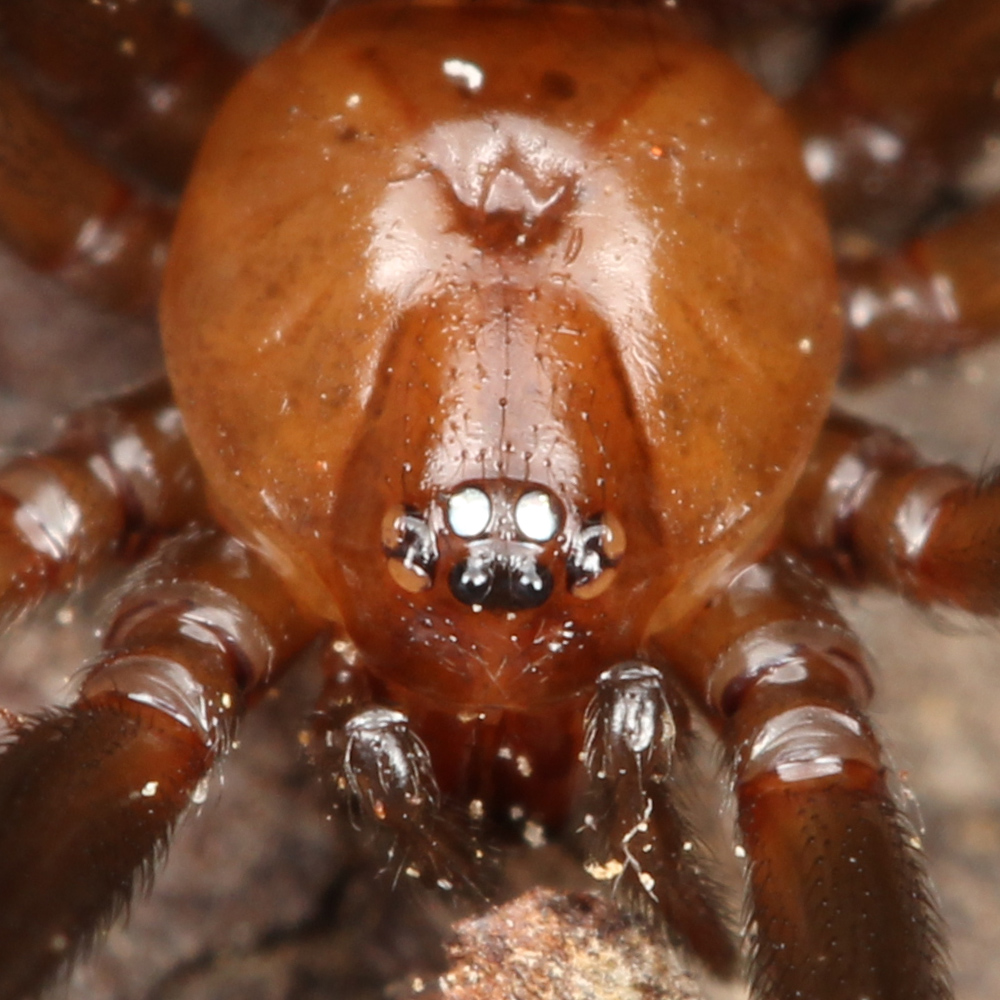
Detailaufnahme des Prosomas eines Weibchens
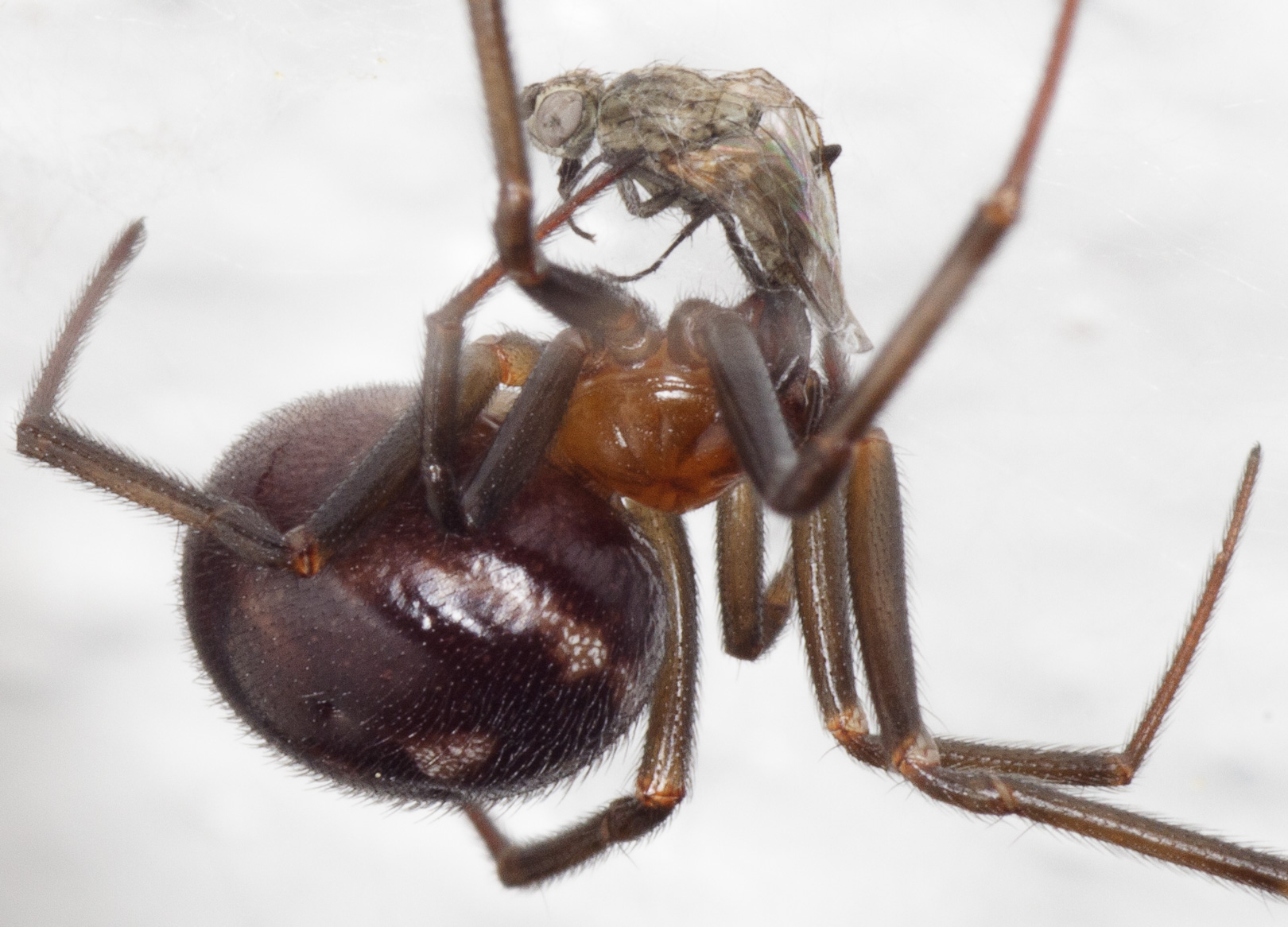
Weibchen mit erbeuteter Fliege
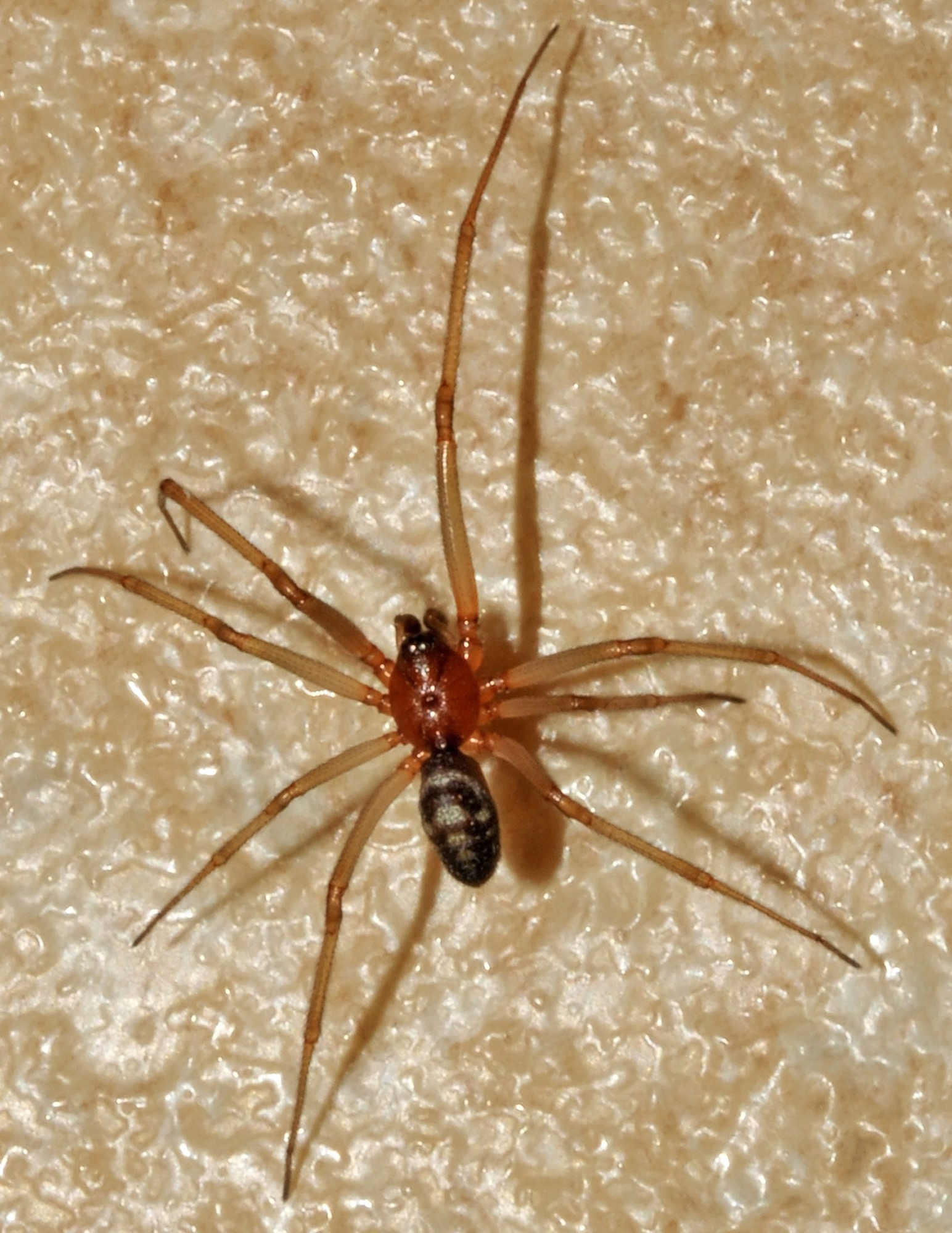
Dorsalansicht eines Männchens